# Skeddalen
Skeddalen är en småort i stadsdelen Torslanda (Torslanda socken) i Göteborgs kommun i Västra Götalands län.